# Monte Serra
Il monte Serra (917 m s.l.m.) è la vetta più alta della piccola catena montuosa subappenninica dei Monti Pisani che si estendono per una ventina di chilometri a nordest di Pisa ed a sudovest di Lucca, svolgendo, di fatto, il ruolo di confine naturale tra le due province. Il monte è anche la vetta più elevata della provincia di Pisa.
La rilevanza paesaggistica del monte è di primo livello. Nelle giornate limpide, salendo sulla sua vetta, si riesce ad ammirare tutto il litorale toscano centrosettentrionale ed alcune isole, fino alla Corsica. La vetta è raggiungibile partendo da Calci, da Buti e da Sant'Andrea di Compito.
Oltre al passo della Ceragiola, percorribile in auto per giungere da Calci a Lucca, praticamente sullo spartiacque, è degna di nota la riserva di Santallago, una conca naturale in cui si trova un prato molto esteso, tra castagni ed abeti, in un'ambientazione perfettamente montana.

## Clima
La tabella sottostante riporta i valori medi che si registrano nel corso dell'anno:
| Mese               | Mesi | Mesi | Mesi | Mesi | Mesi | Mesi | Mesi | Mesi | Mesi | Mesi | Mesi | Mesi | Stagioni | Stagioni | Stagioni | Stagioni | Anno |
| Mese               | Gen  | Feb  | Mar  | Apr  | Mag  | Giu  | Lug  | Ago  | Set  | Ott  | Nov  | Dic  | Inv      | Pri      | Est      | Aut      | Anno |
| ------------------ | ---- | ---- | ---- | ---- | ---- | ---- | ---- | ---- | ---- | ---- | ---- | ---- | -------- | -------- | -------- | -------- | ---- |
| T. max. media (°C) | 5,9  | 6,3  | 9,4  | 13,5 | 17,8 | 21,4 | 24,0 | 24,2 | 20,9 | 16,3 | 11,2 | 6,6  | 6,3      | 13,6     | 23,2     | 16,1     | 14,8 |
| T. min. media (°C) | 0,7  | 1,0  | 3,8  | 7,3  | 11,0 | 14,3 | 17,1 | 17,7 | 14,5 | 10,1 | 5,8  | 1,6  | 1,1      | 7,4      | 16,4     | 10,1     | 8,7  |

## La postazione televisiva
Il monte Serra ospita alla sua cima una delle postazioni radio-televisive più importanti d'Italia: infatti il segnale dei ripetitori copre gran parte della Toscana, parte della Liguria ed alcuni comuni dell'Umbria. I segnali di Radio Subasio e di Radio Fiesole emessi dalla sommità arrivano costantemente al passo del Turchino e su alcuni bricchi della provincia di Alessandria.

## La tragedia aerea
Su questo monte, il 3 marzo 1977 si schiantò un Hercules C-130 dell'Aeronautica Militare provocando la morte di 44 militari.
La tragedia è meglio nota come incidente aereo del monte Serra.

## Vegetazione
La vegetazione del Monte Serra è tipicamente mediterranea, fino a quote medio-alte: nella fascia meno elevata (fino a 400 m di altezza) sono presenti uliveti e macchia mediterranea, per lasciare spazio a fitti boschi di pino marittimo o castagno nelle zone più elevate. La vegetazione offre riparo a cinghiali e daini; inoltre è da rilevare la presenza del lupo.

### Incendi
Il monte Serra e in genere tutto il monte Pisano subiscono spesso incendi estivi che causano la distruzione di diversi ettari di bosco. Sovente, tali incendi sono di origine dolosa:
- Tra l'8 e il 9 settembre 2009, un incendio distrugge 120 ettari di bosco intorno alla Rocca della Verruca;[3]
- Tra il 7 e l'8 ottobre 2011, un incendio ha distrutto 50 ettari di bosco nella zona di Montemagno;[4]
- Tra lunedì 24 e giovedì 27 settembre 2018, un incendio di origine dolosa ha distrutto circa 1400 ettari di bosco, mettendo inoltre in grave pericolo la Certosa di Calci.[5][6]
- Tra il 25 e il 26 febbraio 2019, un incendio colposo sviluppatosi nella zona di Vicopisano ha distrutto 230 ettari di bosco.[7]
- Tra il 13 e il 14 giugno 2019, nella zona della Torre a Vicopisano, un incendio ha distrutto circa 1000 mq (0,1 ettari) bosco.

## Sport
Grazie alla pendenza costante dei suoi tornanti, il monte Serra è spesso luogo, meta o sosta di importanti competizioni ciclistiche e podistiche. Sulle sue pendici sorgono inoltre alcune pareti attrezzate per l'arrampicata sportiva.